# La Mota de Chalancon
La Mota de Chalancon (en francès La Motte-Chalancon) és un municipi francès situat al departament de la Droma i a la regió d'Alvèrnia-Roine-Alps. L'any 2007 tenia 464 habitants.

## Demografia

### Població
El 2007 la població de fet de La Motte-Chalancon era de 464 persones. Hi havia 221 famílies de les quals 82 eren unipersonals (41 homes vivint sols i 41 dones vivint soles), 82 parelles sense fills, 41 parelles amb fills i 16 famílies monoparentals amb fills.
La població ha evolucionat segons el següent gràfic:
Habitants censats

### Habitatges
El 2007 hi havia 472 habitatges, 217 eren l'habitatge principal de la família, 214 eren segones residències i 41 estaven desocupats. 406 eren cases i 46 eren apartaments. Dels 217 habitatges principals, 142 estaven ocupats pels seus propietaris, 55 estaven llogats i ocupats pels llogaters i 19 estaven cedits a títol gratuït; 4 tenien una cambra, 13 en tenien dues, 44 en tenien tres, 73 en tenien quatre i 83 en tenien cinc o més. 131 habitatges disposaven pel capbaix d'una plaça de pàrquing. A 115 habitatges hi havia un automòbil i a 73 n'hi havia dos o més.

### Piràmide de població
La piràmide de població per edats i sexe el 2009 era:
| Homes | Edats   | Dones |
| ----- | ------- | ----- |
| 0     | 95 o +  | 0     |
| 8     | 90 a 94 | 4     |
| 0     | 85 a 89 | 12    |
| 0     | 80 a 84 | 20    |
| 8     | 75 a 79 | 0     |
| 12    | 70 a 74 | 16    |
| 24    | 65 a 69 | 24    |
| 4     | 60 a 64 | 12    |
| 4     | 55 a 59 | 4     |
| 20    | 50 a 54 | 4     |
| 12    | 45 a 49 | 24    |
| 8     | 40 a 44 | 16    |
| 24    | 35 a 39 | 8     |
| 20    | 30 a 34 | 12    |
| 8     | 25 a 29 | 8     |
| 8     | 20 a 24 | 8     |
| 0     | 15 a 19 | 4     |
| 8     | 10 a 14 | 8     |
| 12    | 5 a 9   | 20    |
| 12    | 0 a 4   | 12    |

## Economia
El 2007 la població en edat de treballar era de 265 persones, 168 eren actives i 97 eren inactives. De les 168 persones actives 145 estaven ocupades (79 homes i 66 dones) i 23 estaven aturades (7 homes i 16 dones). De les 97 persones inactives 41 estaven jubilades, 8 estaven estudiant i 48 estaven classificades com a «altres inactius».

### Ingressos
El 2009 a La Motte-Chalancon hi havia 191 unitats fiscals que integraven 358 persones, la mediana anual d'ingressos fiscals per persona era de 15.082 €.

### Activitats econòmiques
Dels 35 establiments que hi havia el 2007, 1 era d'una empresa alimentària, 1 d'una empresa de fabricació d'altres productes industrials, 5 d'empreses de construcció, 4 d'empreses de comerç i reparació d'automòbils, 2 d'empreses de transport, 10 d'empreses d'hostatgeria i restauració, 1 d'una empresa financera, 1 d'una empresa immobiliària, 3 d'empreses de serveis, 5 d'entitats de l'administració pública i 2 d'empreses classificades com a «altres activitats de serveis».
Dels 11 establiments de servei als particulars que hi havia el 2009, 1 era una gendarmeria, 1 oficina de correu, 1 taller de reparació d'automòbils i de material agrícola, 2 paletes, 3 lampisteries i 3 restaurants.
Dels 3 establiments comercials que hi havia el 2009, 1 era una botiga de menys de 120 m², 1 una fleca i 1 una llibreria.
L'any 2000 a La Motte-Chalancon hi havia 13 explotacions agrícoles que ocupaven un total de 363 hectàrees.

## Equipaments sanitaris i escolars
El 2009 hi havia una escola elemental.

## Poblacions més properes
El següent diagrama mostra les poblacions més properes.